# Gustavianum
Gustavianum je najstarejša ohranjena stavba Univerze v Uppsali. Zgrajena je bila med letoma 1622 in 1625, med letoma 1778 in 1887 pa je bila glavna stavba univerze. Od leta 1997 služi kot univerzitetni muzej.

## Zgodovina
V 16. stoletju je bila Univerza v Uppsali v zatonu in v drugi polovici stoletja se je poučevanje skoraj povsem ustavilo. Med sinodo v Uppsali leta 1593 pa je bila sprejeta uradna odločitev o ponovnem odprtju univerze. Zaradi naraščajočega števila študentov srednjeveška univerzitetna stavba Academia Carolina ni mogla več sprejeti celotne univerze, zato je bila potrebna druga univerzitetna stavba.
Gustavianum je bila zgrajena med letoma 1622 in 1625. Ime Gustavianum izvira iz Gustava Adolfa, ki je v 1620-ih daroval denar za njegovo gradnjo. Stavbo je zasnoval nizozemski arhitekt Caspar van Panten  in je vsebovala predavalnice, tiskarne in stanovanja za nadarjene študente brez sredstev. Leta 1662 je profesor medicine in polihistorije Olaus Rudbeck stavbo znatno razširil z nadgradnjo še enega nadstropja in zgradil anatomsko gledališče v veliki kupoli na njeni strehi. Anatomsko gledališče je danes drugo najstarejše ohranjeno anatomsko gledališče na svetu.
Anatomsko gledališče se je uporabljalo do 1750-ih let, ko so v sosednji stavbi Konsistoriehuset odprli sodobnejše anatomske prostore. Kupola je bila namesto tega uporabljena kot univerzitetna knjižnica do izgradnje sedanje knjižnice Carolina Rediviva leta 1841. Kupola je bila kasneje uporabljena kot zoološki muzej. Leta 1955 je bilo anatomsko gledališče obnovljeno po originalnem načrtu Olausa Rudbecka.
V 18. stoletju je stavbo prenovil arhitekt Carl Hårleman. Po rušenju Akademije Carolina leta 1778 je Gustavianum postal glavna stavba univerze. To funkcijo je ohranil do leta 1887, ko je bila odprta univerzitetna dvorana. Poučevanje na ustanovah za arhitekturo, antiko in egiptologijo se je v stavbi nadaljevalo do leta 1997, ko je bila preurejena v muzej.

## Muzej Gustavianum
Muzej Gustavianum je 17. junija 1997 odprl kralj Karel XVI. Gustav Švedski. Kot univerzitetni muzej so vsi razstavljeni predmeti del univerzitetne zbirke. Leta 2016 je muzej privabil 82.539 obiskovalcev.
Muzej ima pet stalnih razstav:
- Anatomsko gledališče, ki vsebuje samo gledališče skupaj s predmeti, ki se nanašajo na zgodovino zdravilstva v Uppsali
- Augsburški umetniški kabinet, kabinet zanimivosti iz 17. stoletja, ki vsebuje približno 1000 različnih artefaktov
- Sredozemsko morje in Nilski zaliv, ki vsebuje predmete iz klasične antike, večinoma so jih izkopali arheologi Univerze v Uppsali
- Zgodovina Univerze v Uppsali, ki vsebuje zapiske predavanj iz prvega semestra univerze leta 1477, in razstave o znanstvenikih iz Uppsale, kot so Carl von Linne, Anders Celsius in Nils von Rosenstein
- Valsgärde. Obdobje Vendelov - vikinška doba, ki vsebuje predmete, izkopane z grobišča v Valsgärdeju, približno 7 kilometrov severno od Uppsale, ki so ga uporabljali od 6. do 11. stoletja.